# Grégoire Amiot
Pour les articles homonymes, voir Amiot.
Grégoire Amiot, né le 10 mai 1995 à Cholet, est un footballeur français qui évolue au poste de défenseur central.

## Biographie

### En club

#### Formation
Grégoire Amiot débute le football aux Herbiers, au sein du VHF. À l'âge de 13 ans, il franchit un palier en rejoignant le club voisin du SO Cholet, où son cousin, l'ancien professionnel Charles Devineau, officie en tant qu'entraîneur-joueur. Il intègre ensuite le pôle espoirs de Saint-Sébastien-sur-Loire, puis le  centre de formation du Toulouse Football Club. Grégoire Amiot se blesse à la cheville et ne parvient pas à intégrer l'équipe première du Téfécé qui ne lui propose alors qu'un contrat amateur à la fin de la saison 2014-2015.

#### Stade de Reims (2015-2017)
En juin 2015, il s'engage avec le  Stade de Reims qui lui propose de faire ses preuves avec la réserve avant de pouvoir évoluer avec l'équipe pro,. Les réservistes rémois réalisent une excellente saison en finissant premiers de leur groupe de CFA 2 avec 10 points d'avance sur le second et la meilleure défense. Grégoire Amiot prend activement part à ce succès avec 22 matches disputés sur 26.
À l'aube de la saison 2016-2017, il intègre le groupe pro champenois fraîchement relégué de Ligue 1, qui voit alors une grande partie de sa défense (Signorino, Fofana, Tacalfred, El Kaoutari, Mandi) quitter le club. Les résultats sont décevants: le Stade de Reims, candidat à la remontée dans l'élite ne termine qu'à la 7e place de la Ligue 2. L'entraîneur des Rouges et Blancs, David Guion, ne fait appel à Grégoire Amiot qu'à 12 reprises en championnat (dont 10 titularisations). En parallèle, ce dernier dispute 11 rencontres avec la réserve en CFA.

#### Bourg-Péronnas 01 (2017-2019)
En juillet 2017, il signe un contrat de deux ans avec le Football Bourg-en-Bresse Péronnas 01 dont c'est la troisième saison d'affilée au deuxième échelon du football français. Grégoire Amiot connaît sa première saison pleine au niveau professionnel puisqu'il est aligné à 39 reprises toutes compétitions confondues. Néanmoins, les Bressans sont relégués en National 1 et héritent du titre de pire défense de la saison avec 87 buts encaissés en 38 matches.
Grégoire Amiot poursuit son aventure avec Bourg-Péronnas la saison suivante au niveau inférieur. La saison 2018-2019 est un échec puisque le Football Bourg-en-Bresse Péronnas 01, en terminant à la 14e place, manque de peu la relégation en National 2 et la perte de son statut professionnel. Karim Mokeddem est appelé à prendre les rênes de l'équipe burgienne pour la saison suivante et indique à Amiot qu'il ne fait pas partie de ses plans.

#### Fortuna Sittard (2019-2020)
Grégoire Amiot est recruté le 12 juillet 2019 par le Fortuna Sittard qui évolue en Eredivisie. Cette première expérience à l'étranger pour le jeune vendéen est marquée par l'interruption brutale des compétitions sportives aux Pays-Bas le 8 mars 2020 à cause de la pandémie de Covid-19. La KNVB, qui organise le championnat annonce quelque temps plus tard qu'il n'y aura pas de relégation à l'issue de cette saison, ce qui sauve le Fortuna Sittard qui, 16e au moment de l'arrêt de la D1, aurait dû disputer des barrages pour se maintenir dans l'élite néerlandaise.
Aligné avec parcimonie par son entraîneur (10 matches disputés) au cours de cette saison perturbée, Grégoire Amiot parvient tout de même à grappiller du temps de jeu des rencontres face aux cadors du championnat (Ajax Amsterdam, PSV Eindhoven, Feyenoord Rotterdam) et prend au marquage des joueurs tels que Dušan Tadić et Klaas-Jan Huntelaar.

#### Prêt au Falkenbergs FF (2020)
À la reprise de la nouvelle saison 2020-2021, le Fortuna Sittard se dote d'un nouvel entraîneur en la personne de Kevin Hofland. Celui-ci ne prévoit pas de donner du temps de jeu à Grégoire Amiot. Falkenbergs FF, lanterne rouge du championnat suédois, se manifeste alors en lui faisant une offre de prêt assortie d'une clause d'achat en cas de maintien en Allsvenskan. Aligné à 12 reprises dans cette compétition qui se déroule d'avril à novembre 2020, les efforts du défenseur central français ne suffisent pas à redresser la barre ; son équipe termine 16e/16. Amiot retourne donc au sein du Fortuna Sittard le 30 novembre 2020.

#### Le Puy Foot 43 (2021-2023)
À la suite de la blessure aux ligaments croisés d’Alex Marchadier dès le début de saison, Le Puy Foot 43 choisi de recruter Grégoire Amiot. La signature de ce dernier est officialisée le 21 octobre 2021.

#### US Saint-Malo (2023-2024)
Le 16 juillet 2024, Grégoire Amiot s'engage avec l'US Saint-Malo, solide pensionnaire de N2 depuis la saison 2017-2018. Les Diables Noirs, pourtant auréolés du titre de meilleure défense du groupe C, achèvent l'exercice à la deuxième place du groupe et échouent donc aux portes de la montée au niveau supérieur. Grégoire Amiot, titulaire à 21 reprises sur 26 journées, n'est pas conservé à l'issue de la exercice.

### En sélection
En décembre 2010, il intègre l'équipe de France des moins 16 ans, face à la Belgique (victoire 3-0). Ensuite, il joue pour l'équipe des -17 ans et l'équipe des -18 ans. Au cours de ses capes internationales, il évolue en défense centrale tricolore aux côtés de Clément Lenglet, lui aussi gaucher.

### Vie privée
Grégoire Amiot est cousin avec Charles Devineau, champion de France en 2001 avec le FC Nantes.
En juin 2020, il valide une Licence professionnelle Gestion des organisations sportives.
Féru de randonnée et de cyclisme, Grégoire Amiot a notamment rejoint la Vendée à vélo depuis le Pays basque (800 kilomètres en 10 jours le long de la Vélodyssée) lors de l'été 2020 et pratiqué le GR 20 en Corse,.

## Statistiques
| Saison                | Club                  | Championnat           | Championnat | Championnat | Coupe(s) nationale(s) | Coupe(s) nationale(s) | Total | Total |
| Saison                | Club                  | Division              | M.          | B.          | M.                    | B.                    | M.    | B.    |
| 2016-2017             | Stade de Reims        | 2                     | 12          | 1           | 4                     | 0                     | 16    | 1     |
| 2017-2018             | Bourg-en-Bresse 01    | 2                     | 34          | 1           | 5                     | 1                     | 39    | 2     |
| 2018-2019             | Bourg-en-Bresse 01    | 3                     | 22          | 1           | 2                     | 0                     | 24    | 1     |
| 2019-2020             | Fortuna Sittard       | 1                     | 9           | 0           | 1                     | 0                     | 10    | 0     |
| 2020-2021             | Falkenbergs FF (prêt) | 1                     | 12          | 0           | 0                     | 0                     | 12    | 0     |
| 2020-2021             | Fortuna Sittard       | 1                     | 1           | 0           | 0                     | 0                     | 1     | 0     |
| 2021-2022             | Le Puy Foot           | 4                     | 18          | 2           | 2                     | 0                     | 20    | 2     |
| 2022-2023             | Le Puy Foot           | 3                     | 10          | 0           | 1                     | 0                     | 11    | 0     |
| 2023-2024             | US Saint-Malo         | 4                     | 24          | 0           | 2                     | 0                     | 26    | 0     |
| Total sur la carrière | Total sur la carrière | Total sur la carrière | 142         | 5           | 17                    | 1                     | 159   | 6     |